# 勝田貴元
勝田 貴元（かつた たかもと、1993年3月17日 - ）は、愛知県長久手市出身のラリードライバー、元レーシングドライバー。TOYOTA GAZOO Racing WRT所属ドライバーとして、世界ラリー選手権 (WRC) に参戦している。
父親は全日本ラリー選手権で9度のチャンピオンを獲得している勝田範彦。祖父は元WRCドライバーで、株式会社ラック創設者の勝田照夫。海外やWRC公式での愛称は「Taka」。

## 経歴

### サーキットドライバー
祖父・父親共に有名なラリー一家に生まれるが、幼稚園から小学生の頃は自転車のBMX競技に熱中していた。12歳の時、父に勧められてレーシングカートに乗り、自宅近くにあったカートショップぶるーとからレースデビュー、以降ジュニアカートで数々の勝利を収めた。2007年には日本代表としてROTAX MAXのグランドファイナル（世界大会）にジュニアクラスで出場。タイムトライアル方式の予選でポールポジションを獲得し、日本人初の快挙となった。同年のマカオカートGPでは、プレファイナルでトップ争い中に接触。決勝では最後尾から25台を抜き去り、YAMAHA CUP総合優勝を達成した。
2008年からはトヨタ・ヤマハの育成スカラシップを獲得し、契約を交わしてヤマハのワークスチームに加入する。ジュニアクラスから最高峰クラスへの3階級特進ながらもデビューラウンドで優勝。アジアパシフィック選手権でもトップ争いを演じ、日本人最高位の4位で終えた。全日本選手権では最終戦まで佐々木大樹と一騎討ちのチャンピオン争いをするも、接触リタイヤしランキングは4位に留まった。
翌2009年には、全日本カート選手権瑞浪大会で2連勝。さらにフォーミュラ・トヨタ・レーシングスクール (FTRS) を受講し、首席で卒業する。
2010年からジュニアフォーミュラにステップアップ。フォーミュラチャレンジ・ジャパン (FCJ) にトヨタ枠から参戦し、デビュー2戦目で3位表彰台に上がる。2011年はFCJで全5勝をあげ、平川亮らを抑えてシリーズチャンピオンに輝いた後、トヨタの若手ドライバー育成プログラム「トヨタ・ヤングドライバーズ・プログラム（TDP）」のドライバーに選ばれる。
2012年は名門Tom'sより全日本F3選手権Nクラスにデビュー、1勝してシリーズランキング3位となった。2013年はTom'sより全日本F3選手権Cクラスに参戦。2勝してシリーズランキングは2位で終えた（チームメイトの中山雄一がチャンピオン）。2014年は第10、14戦にて勝利するも、シリーズ4位となった。

### ラリードライバー

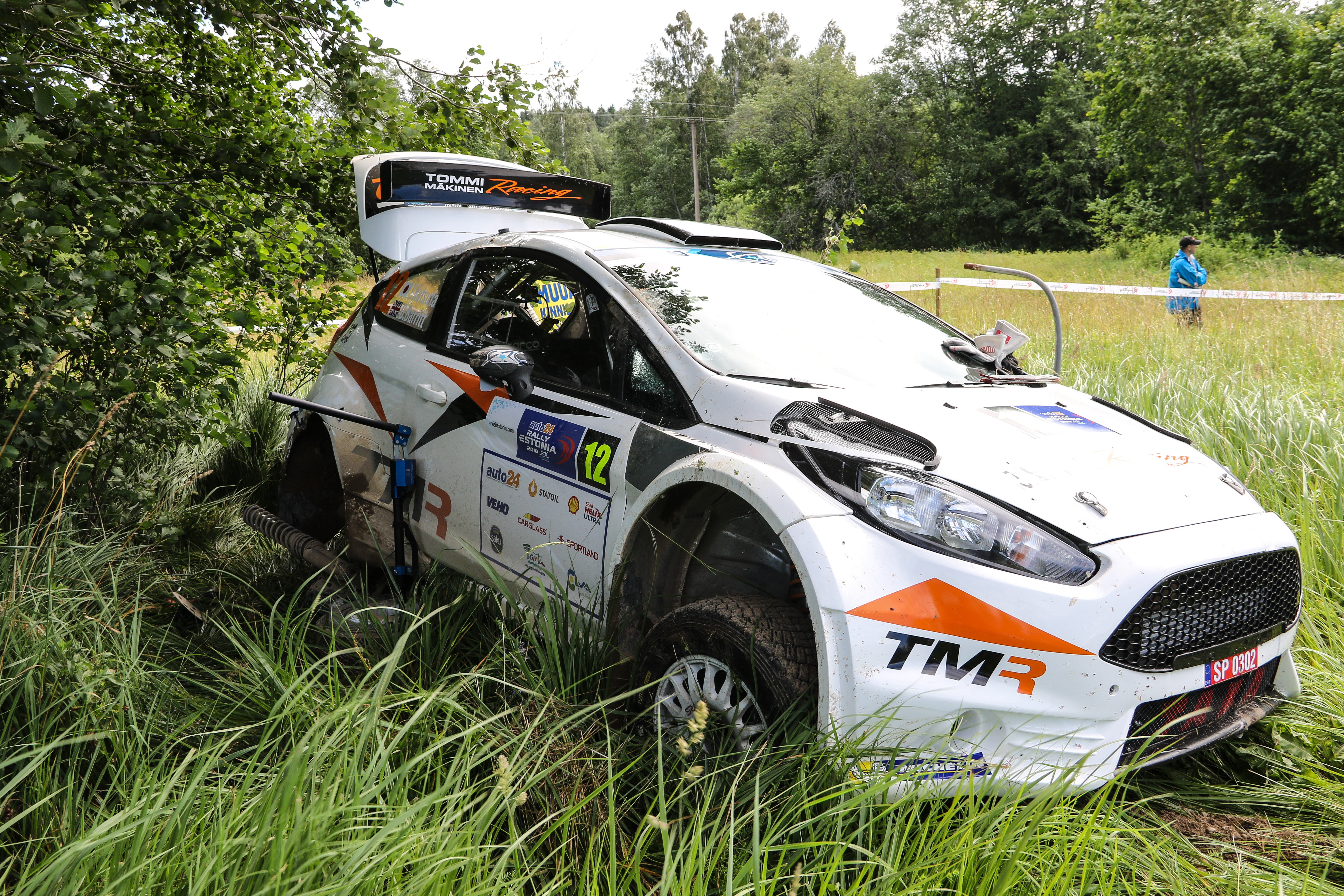
2016年ラリー・エストニアでクラッシュした時の一枚

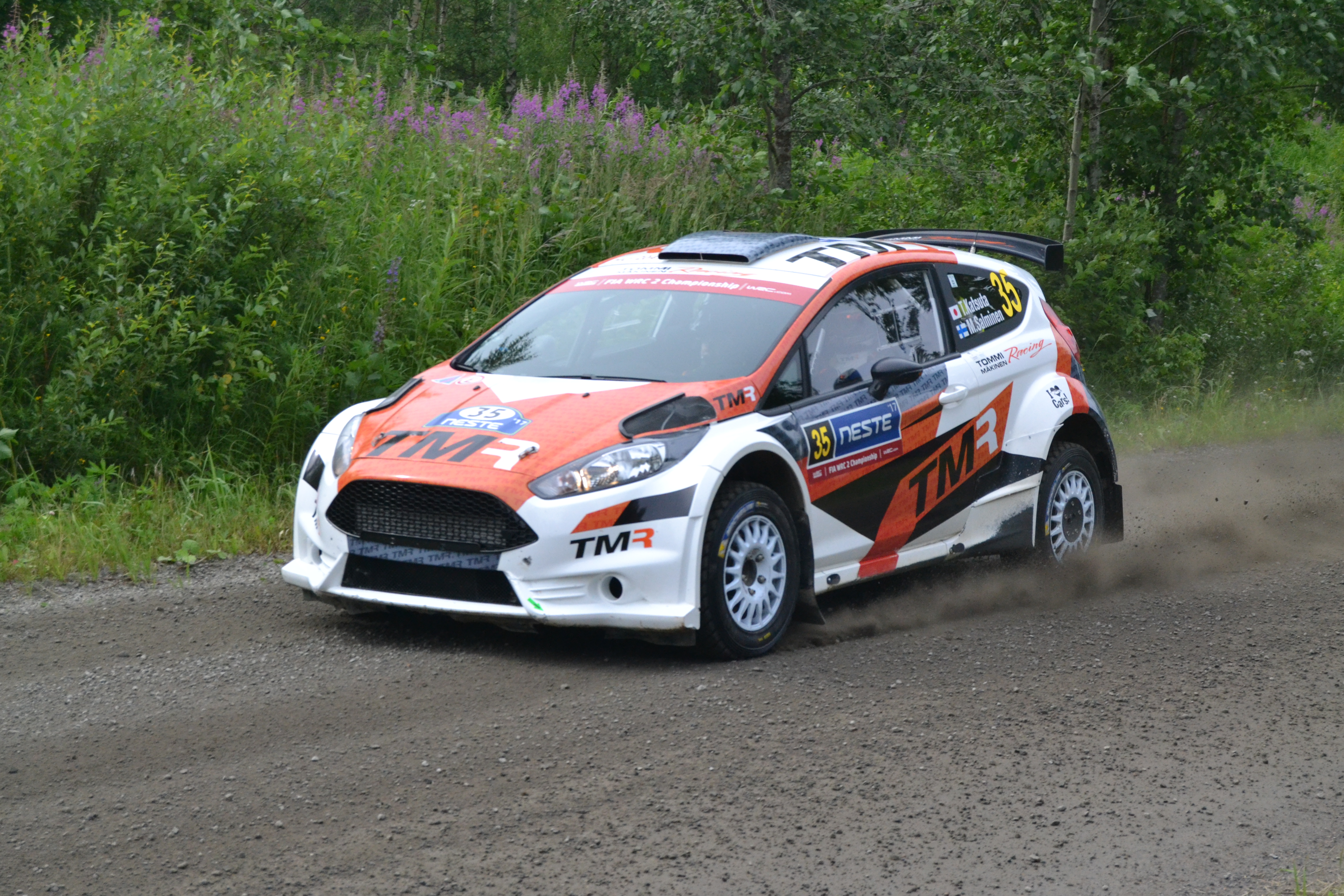
2017年ラリー・フィンランドにてフィエスタをドライブ

#### WRC2
ラリーデビューは2012年の新城ラリーで、その後2013、2014年とトヨタ・86でスポット参戦を継続。2014年京都ではクラス2位、岐阜ではJN5クラス優勝を飾った。
2015年2月に主戦場をフォーミュラレースからラリーへ移すことを表明。トヨタが立ち上げた「TOYOTA GAZOO Racingラリーチャレンジプログラム」のオーディションで新井大輝と共に選出され、ラリードライバーに転向する。コ・ドライバーはかつて新井敏弘や奴田原文雄と組んだイギリス人のダニエル・バリットで、彼がエルフィン・エバンスと共にWRCに転向した2017年以降はマルコ・サルミネンに代わった。
勝田と新井は4度のWRCチャンピオン経験者であるトミ・マキネンが経営するトミ・マキネン・レーシング (TMR) に派遣され、フィンランドを中心に欧州にて実戦も含めたトレーニングを行った。また、合間を縫って全日本ラリー選手権にも父の元コ・ドライバーである足立さやかと組んでスポット参戦。福島ではクラス2位、最終戦新城ラリーではJN5クラス優勝を収めた。
2016年は主にフィンランド国内ラリー選手権にて経験を積んだ。今までのR4車両（スバル・インプレッサ）からR5車両（フォード・フィエスタ）へと変更し、ヨーロッパラリー選手権 (ERC) 第6戦ラリー・エストニア、そして世界ラリー選手権 (WRC) 第8戦ラリー・フィンランドWRC2クラスで世界選手権にデビューした。
2017年はWRC2にも多く登場。WRC第2戦ラリー・スウェーデンのジャンピングスポットとして有名なコリンズ・クレストで、WRCクラスを含めて2番目に長い42mのビッグジャンプを見せ、観客を沸かせた。また、WRC第7戦ラリー・イタリア・サルディニアではWRC2クラス3位となり、WRC2クラスで初表彰台に立った。
2018年も欧州国内選手権とWRC2に参戦。WRC2初戦の豪雪のラリー・スウェーデンでは序盤からトップタイムを連発。WRC2前年王者のポンタス・ティデマンドや若手有望株のヤリ・フッツネン、オーレ・クリスチャン・ベイビーといった北欧人ドライバーたちを打ち破り、日本人初のWRC2勝利を挙げた。WRCのサポートカテゴリで優勝した日本人ドライバーは、2007年のプロダクションカー世界ラリー選手権 (PWRC) ニュージーランドで優勝した新井敏弘以来となる。またこの勝利は、WRC2トップコンテンダーのシュコダ・モータースポーツ勢を打ち破ってのものであったため、フィエスタR5を開発するMスポーツからも賛辞が送られた。

#### WRC

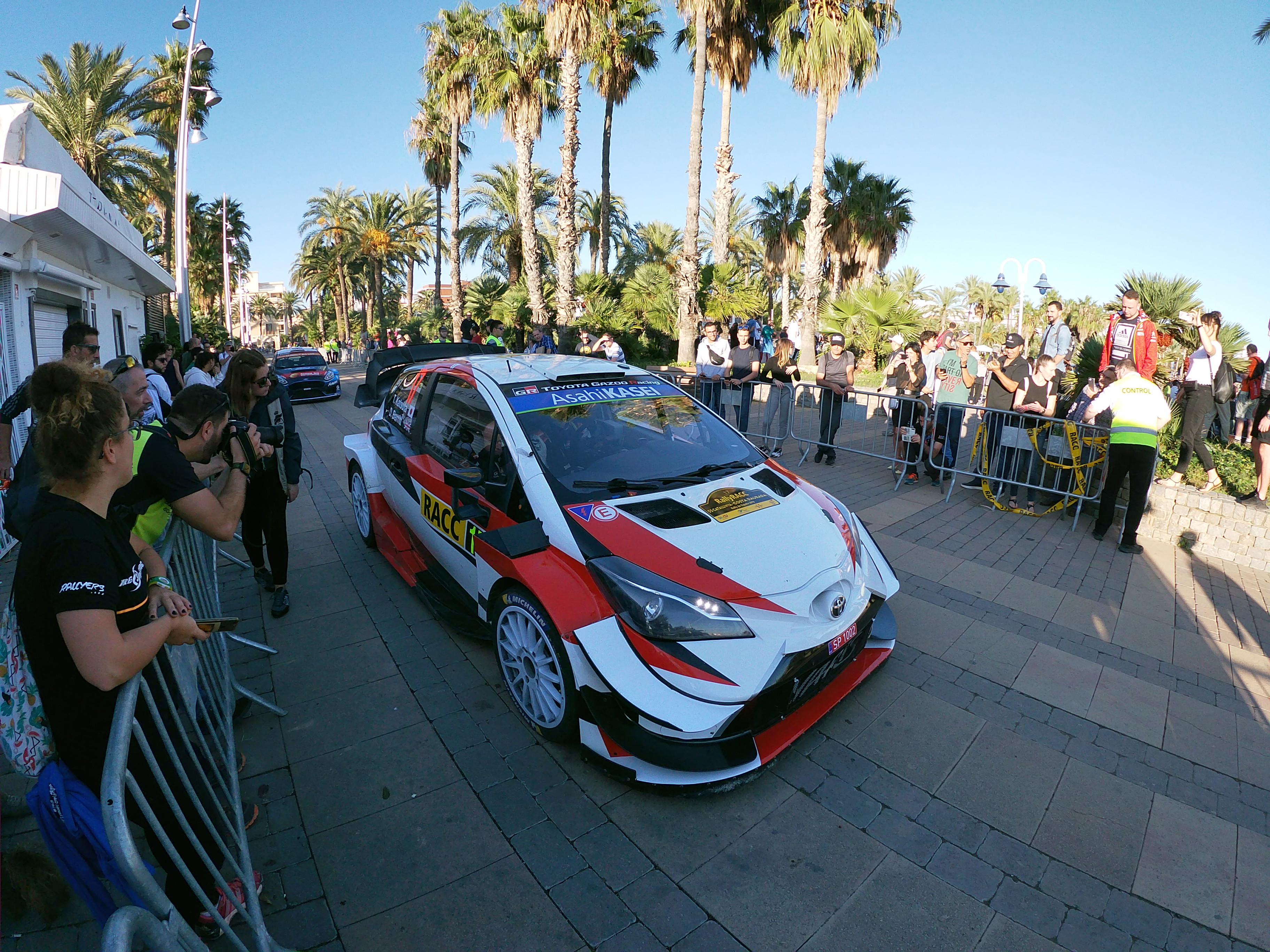
2019年ラリー・カタルーニャにて

トヨタとTMRは2019年に勝田のみに育成リソースを注ぐことを決め、WRカーのトヨタ・ヤリスWRCでフィンランド国内選手権に2戦、WRC2にはフィエスタR5で12戦参戦することを発表した。またコ・ドライバーはWRCにデビューするサルミネンから、再びバリットへと交代した。3月のフィンランド国内選手権ではヤリスWRCでの実戦デビューを果たした。5月の初開催となったラリー・チリでは地元の強豪たちを抑え、2度目となるWRC2での優勝を達成。同月のフィンランド選手権では、同じWRカー（ヒュンダイ・i20クーペWRCのヤリ・フッツネン）を相手に競り合い勝ちを収めた。その後シーズン後半のプログラムを一部変更し、後半戦のラリー・ドイチェランドでWRカーでのWRCデビューが決定した。トップカテゴリーに参戦する日本人は2006年のラリー・ジャパンでの新井敏弘以来13年振りとなる。ターマック初経験のドイツは経験を積むことを優先して丁寧な走りに徹し、総合10位で完走し初ポイントを獲得した。また、2020年に復活するラリージャパンの予行イベントとなるセントラルラリー愛知・岐阜にも唯一WRカーで参戦し、国際格式部門で総合優勝した。

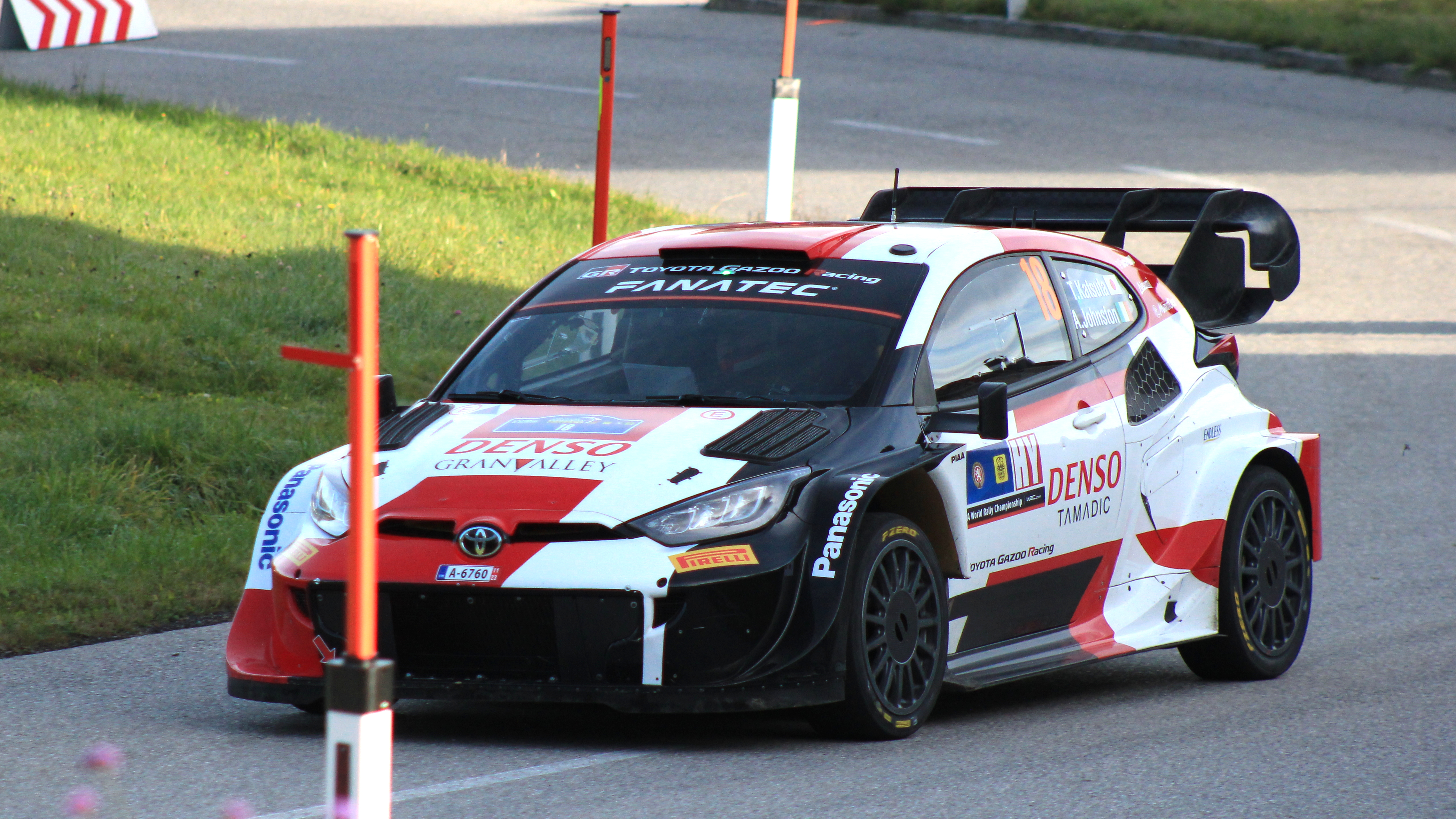
2023年セントラル・ヨーロピアン・ラリーにて

2020年は所属が「TGR WRCチャレンジプログラム」に変更。ワークスのTOYOTA GAZOO Racing WRTから4台目のヤリスWRCに乗り、最終戦ラリー・ジャパンを含む8戦に参戦することが発表された。またWRカーで日本人が本格参戦するのは2001年の新井敏弘以来19年振りとなる。SSタイムではしばし上位に食い込むようになり、新型コロナウイルス感染拡大のため中止となったラリージャパンの代替として行われた、最終戦のラリー・モンツァでは最終SS16パワーステージにて自身初のステージ優勝、そしてパワーステージ制導入以降アジア人・日本人としても初のパワーステージ優勝を記録した。
2021年は同チームから初のフル参戦を果たす（ただしマニュファクチャラーズポイント対象外）。また日本人ドライバーによるWRCフル参戦は勝田が初めてとなる。5月にはレッドブル・アスリートにも選ばれている。初開催となるラリー・クロアチアでは、2019年以来となるヤリスWRCでのターマックながら2度のステージ優勝をマーク。ラリー・ポルトガルでは最終日までチームメイトのセバスチャン・オジェと表彰台を争い、自己最高位の4位でフィニッシュした。20年ぶりにWRCイベントに復帰したサファリラリーでは初日にラジエーターのトラブルが出るも、飲料水を継ぎ足すことで対処。現行WRカーでは初の開催であったため大荒れとなる中安定した走りを見せ、初日で総合で2位につけた。さらに最終日には首位のティエリー・ヌービルが足回り破損で戦線離脱したため一時ラリーリーダーとして2SSを走行し、最終的には2位でフィニッシュ。念願の総合での初表彰台を獲得した。これによりさらなる飛躍が期待されたが、次戦ラリー・エストニアではジャンプの衝撃でバリットが負傷してリタイア。これがケチのつき始めとなり、代わったキートン・ウィリアムズはわずか2戦目で家族の事情により離脱して出走できなくなったり、勝田自身もミスで入賞の機会を失うことが続いた。ラスト3戦ではオリバー・ソルベルグとのコ・ドライバー経験があるアーロン・ジョンストンとの参戦になり、最終戦モンツァでようやくサファリ以来の入賞（7位）を果たし、ランキング7位で最初のフル参戦を終えた。
2022年はエントラントが『TOYOYA GAZOO Racing WRT NEXT Generation』という育成チームとなり、本隊とは別のマニュファクチャラーチームとしてエントリーすることになった。第4戦ポルトガルではダニ・ソルドとの秒を削り合う表彰台争いを繰り広げたが、最終パワーステージで逆転され4位に甘んじ、インタビューで涙する場面があった。しかし毎戦ポイントを獲得しており、第4戦終了時点のランキングでは2位とは大差だが3位につけた。第6戦サファリではサバイバルになったラリーで生き残り、2年連続で同イベントでの表彰台（3位）を獲得。加えて1993年セリカ以来となる、史上3度目のトヨタ1-2-3-4フィニッシュの一角を占めた。念願の母国ラリージャパンではトリッキーな路面に悩まされつつも生き残り、トヨタ勢最上位となる3位を獲得した。ラリージャパンにおける日本人初の表彰台、また、自身初のターマック（舗装路）での表彰台となった。この年は安定感が抜群に高く、第11戦ニュージーランドを除く全戦で入賞を果たし、ランキングはエルフィン・エバンスと僅差の5位で終えた。ただ年間ステージ勝利数はわずか2回とスポット参戦の若手Mスポーツ勢より少ない数字で、絶対的な速さには課題が残った。
2023年は本隊のTOYOYA GAZOO Racing WRTへの昇格を果たし、マニュファクチャラーズ選手権のポイント対象となる3台目をドライブし、オジェがスポット参戦するラリーでは対象外の4台目をドライブするという契約になった。前半戦はリタイヤやデイリタイアによるノーポイントが重なり、チームへの貢献という役割を果たせなかった。後半戦はコンスタントにポイントを獲得するようになり、第9戦フィンランドではステージベスト3回を記録し、テーム・スニネンとの接戦をしのいで3位表彰台を獲得した。ラリージャパンでは序盤のSS2での9.31km地点のスプリットでエバンスに13秒差をつける快走を見せ首位浮上確実と思われたが、11.81km地点の右コーナーでクラッシュして31位まで後退。しかしその後イベント中最多となる計9ステージでベストタイムを記録する力強い走りで5位まで挽回した。年間ランキングは総合7位。年間ステージ勝利数は全ドライバー中6位となる18回で、前年とは逆に安定感には欠けるが一発の速さを見せた年となった。
2024年はTOYOYA GAZOO Racing WRTのレギュラー登録で全戦参戦する（日本人ドライバーのWRCワークスフル参戦は初）。第2戦スウェーデンはSS4からSS6まで首位を快走しエサペッカ・ラッピとトップ争いを展開するも、2日目のSS10でスノーバンクにスタックしデイリタイアに終わる。続くサファリでは安定したペースを発揮し2位表彰台を獲得。第4戦クロアチアは5位、第7戦ポーランドは8位、第8戦ラトビアは6位と入賞するも、その後はミスからデイリタイアを喫する展開が続き、チームから第11戦チリの欠場を命じられた。復帰後のセントラル・ヨーロピアンでは最終日のスーパーサンデーポイントとパワーステージで最大12ポイントを獲得し4位となる。最終戦日本は「絶対に完走しなければ来季のシートはない」という条件下で走りをセーブしなければならない難しさを抱えながら4位フィニッシュし、チームのマニュファクチャラーズタイトル逆転獲得に貢献した。契約続行を告げられたのは、パワーステージ終了後ポディウムに戻ってきた時であった。
2025年も引き続き同チームからレギュラー登録で参戦する。

## 人物・エピソード
- 北欧でラリー修行をしたものの、カート出身ゆえかドライビングスタイルはターマックの多い西欧系ドライバーに近く、スムーズな運転をする傾向にある。路面が読みやすく自信を持って攻められるイベントでは上位陣に迫る走りができるが、路面の難しいイベントで自信の無い状況では課題が残るとされる[22]。
- 2017年12月に結婚して一男一女がおり、4人でフィンランドで暮らしている。家族がいて守るものができたことが確実に良い方向につながった、と本人は述べている[23]。
- ラリー本番前には「CoCo壱番屋のカツカレーを食べる」「トイレを徹底的に掃除する」という習慣がある[23]。海外でもレトルトカレーを買い込んで必ず食べている。
- 全日本F3までサーキット活動をしていたため、サーキットドライバーの友人が多い。特に一つ年下の平川亮とは仲が良く、オートスポーツでは焼き肉屋での対談も組まれた。また、野尻智紀はメーカーの垣根を越えて相談に乗ってくれた良き友人である[24]。
- ラリードライバーへの転向は相当悩んだすえ決断したという（全日本王者の父親からは反対された）[23]。サーキット時代は攻めの走りで鋭いブレーキングを武器にしていたが、ラリーは限界の手前で抑えなければならず、自分はラリーに向いてないのではないかと挫折しかけた[23]。
- 祖父の照夫は、WRCの英国イベントであるRACラリー（現ラリーGB）に7度の参戦歴を持つが、旧トヨタ自工のレース部門"第七技術部"の出身ということもありセリカ、レビン、スターレット、スプリンターと一貫してトヨタ車を用いている[25]。父の範彦もラリーではスバル使いとして知られていたが、2020年にスーパー耐久で、2021年にはラリーでもGRヤリスを駆ることになり、3代続けてトヨタに縁の深い一家となっている。なお3人ともトヨタ本社のある愛知県出身である。
- ラリードライバーになってからも、TOYOTA GAZOO RacingのCMに俳優・佐藤健のレーシングカートの講師として登場した[26]。
- 2022年にASB電子雑誌書店にて、自動車系漫画を得意とするしんむらけーいちろーが勝田の半生を描いた漫画『勝田貴元物語』が無料公開された。

## レース戦績
- 2004年 - カートショップぶるーとにてカートに乗る（12歳）
- 2005年
  - 瑞浪C.Cシリーズ SSクラス（シリーズ2位）
  - 瑞浪SLシリーズ TIA-Jrクラス（シリーズ2位）
  - 幸田SLシリーズ SSOクラス（シリーズ2位）
  - 全日本ジュニア選手権（参戦）
  - SL全国大会 （参戦）
- 2006年
  - 瑞浪C.Cシリーズ SSクラス（シリーズチャンピオン）
  - ROTAX MAX シリーズ JrMAXクラス （シリーズ3位）
  - マカオカートGP JrMAXクラス （3位）
  - 瑞浪SLシリーズ SSクラス（シリーズ3位）
  - SL全国大会 SSクラス （5位）
  - 全日本ジュニアカート選手権（参戦）
- 2007年
  - マカオカートGP YAMAHA CUP （総合優勝）
  - 全日本ジュニアカート選手権 （シリーズ2位）
  - 瑞浪SLシリーズ SSクラス （シリーズチャンピオン）
  - ROTAX MAX シリーズ  JrMAXクラス（3位）
  - MAX世界大会 ドバイ JrMAXクラス（7位）
  - World cup FP-Jrクラス（2位）
- 2008年
  - ヤマハワークスドライバー契約
  - 全日本カート選手権  KF1クラス（シリーズ4位）優勝1回デビューウィン
  - World cup アジアパシフィック選手権 KF2  （4位）
- 2009年
  - 全日本カート選手権 KF1クラス（シリーズ3位）優勝2回
  - FTRS受講 合格
- 2010年
  - FCJ トヨタドライバー契約
  - Formula Challenge Japan（7位）
  - IAME CUP X30クラス （1位）
- 2011年 - Formula Challenge Japan（シリーズチャンピオン）優勝5回
- 2012年 - トヨタ育成ドライバー契約 （TDP）
  - 全日本F3選手権 Nクラス（TOM'S SPIRIT #35 TDP SPIRIT F307/ダラーラF306 3S-GE）（シリーズ3位・1勝）
  - 全日本ラリー選手権 JN3クラス＜Rd.9 スポット参戦＞（GAZOO Racing #29 ラック86/トヨタ・86）
- 2013年 
  - 全日本F3選手権 Cクラス（TOM'S #37 PETRONAS TEAM TOM'S F312/ダラーラF312 TAZ31）（シリーズ2位・2勝）
  - 全日本ラリー選手権 JN3クラス＜Rd.9 スポット参戦＞（GAZOO Racing #20 ラック86/トヨタ・86）
- 2014年
  - 全日本F3選手権 Cクラス（TOM'S #1 PETRONAS TEAM TOM'S F312/ダラーラF312 TAZ31）（シリーズ4位・2勝）
  - 全日本ラリー選手権 JN5クラス＜Rd.6,8～9＞（ラック GR86/トヨタ・86）（シリーズ4位・1勝）
- 2015年
  - 全日本ラリー選手権 JN6クラス＜Rd.1～3＞　（ラックダンロップインプレッサ/スバル・インプレッサ）（シリーズ15位）
  - 全日本ラリー選手権 JN5クラス（<Rd.4>ラックダンロップ86/トヨタ・86→<Rd.5>TGR Vitz GRMN Turbo/トヨタ・ヴィッツ→<Rd.9>TOYOTA GAZOO Racing 86/トヨタ・86）（シリーズ7位・1勝）
- 2016年
  - 全日本ラリー選手権 JN6クラス＜Rd.8＞　（ラック DL ale WRX/スバル・WRX STI）
  - 全日本ラリー選手権 JN5クラス＜Rd.6＞　（SARD GT86 R3/トヨタ・86）
  - 全日本ラリー選手権 JN3クラス＜Rd.9＞（TGRVitzCVT/トヨタ・ヴィッツ）（シリーズ17位）

### 全日本フォーミュラ3選手権
| 年     | チーム              | エンジン | クラス | 1        | 2      | 3      | 4      | 5      | 6        | 7      | 8      | 9      | 10     | 11     | 12       | 13       | 14     | 15     | 順位 | ポイント |
| ------ | ------------------- | -------- | ------ | -------- | ------ | ------ | ------ | ------ | -------- | ------ | ------ | ------ | ------ | ------ | -------- | -------- | ------ | ------ | ---- | -------- |
| 2012年 | TOM'S SPIRIT        | トヨタ   | N      | SUZ1 Ret | SUZ2 3 | TRM1 3 | TRM1 3 | FSW1 4 | FSW2 7   | TRM1 3 | TRM2 4 | OKA1 4 | OKA2 3 | SUG1 4 | SUG2 2   | SUG3 1   | FSW1 2 | FSW2 7 | 3位  | 62       |
| 2013年 | PETRONAS TEAM TOM'S | トヨタ   |        | SUZ1 1   | SUZ2 2 | TRM1 2 | TRM2 2 | TRM3 2 | OKA1 Ret | OKA2 2 | FSW1 1 | FSW2 2 | TRM1 6 | TRM2 6 | SUG1 Ret | SUG2 DNS | FSW1 3 | FSW2 2 | 2位  | 80       |
| 2014年 | PETRONAS TEAM TOM'S | トヨタ   |        | SUZ1 3   | SUZ2 2 | TRM1 4 | TRM2 3 | TRM3 3 | OKA1 4   | OKA2 3 | FSW1 6 | FSW2 5 | TRM1 1 | TRM2 3 | SUG1 2   | SUG2 3   | FSW1 1 | FSW2 4 | 4位  | 80       |

### WRC
| 年     | チーム                           | マシン                        | 1       | 2       | 3       | 4       | 5      | 6       | 7       | 8       | 9       | 10     | 11      | 12     | 13     | 14    | 順位 | ポイント |
| ------ | -------------------------------- | ----------------------------- | ------- | ------- | ------- | ------- | ------ | ------- | ------- | ------- | ------- | ------ | ------- | ------ | ------ | ----- | ---- | -------- |
| 2016年 | トミ・マキネン・レーシング       | フォード・フィエスタ R5       | MON     | SWE     | MEX     | ARG     | POR    | ITA     | POL     | FIN 27  | GER     | CHN C  | FRA     | ESP    | GBR    | AUS   | NC   | 0        |
| 2017年 | トミ・マキネン・レーシング       | フォード・フィエスタ R5       | MON     | SWE 22  | MEX     | FRA     | ARG    | POR 36  | ITA 14  | POL     | FIN Ret | GER    | ESP 51  | GBR    | AUS    |       | NC   | 0        |
| 2018年 | トミ・マキネン・レーシング       | フォード・フィエスタ R5       | MON     | SWE 11  | MEX     | FRA 35  | ARG    | POR 26  | ITA Ret | FIN Ret | GER     | TUR    | GBR     | ESP 24 | AUS    |       | NC   | 0        |
| 2019年 | トミ・マキネン・レーシング       | フォード・フィエスタ R5       | MON 13  | SWE Ret | MEX     | FRA 14  | ARG 16 | CHL 14  | POR 21  | ITA Ret |         |        |         |        |        |       | 25位 | 1        |
| 2019年 | トミ・マキネン・レーシング       | フォード・フィエスタ R5 Mk.II |         |         |         |         |        |         |         |         | FIN Ret |        |         | GBR 14 |        | AUS C | 25位 | 1        |
| 2019年 | トミ・マキネン・レーシング       | トヨタ・ヤリスWRC             |         |         |         |         |        |         |         |         |         | GER 10 | TUR     |        | ESP 39 |       | 25位 | 1        |
| 2020年 | トヨタ・ガズー・レーシングWRT    | トヨタ・ヤリスWRC             | MON 7   | SWE 9   | MEX     | EST Ret | TUR    | ITA Ret | MNZ 20  |         |         |        |         |        |        |       | 13位 | 13       |
| 2021年 | トヨタ・ガズー・レーシングWRT    | トヨタ・ヤリスWRC             | MON 6   | ARC 6   | CRO 6   | POR 4   | ITA 4  | KEN 2   | EST Ret | BEL Ret | GRE WD  | FIN 37 | ESP 39  | MNZ 7  |        |       | 7位  | 78       |
| 2022年 | トヨタ・ガズー・レーシングWRT NG | トヨタ・GRヤリス ラリー1      | MON 8   | SWE 4   | CRO 6   | POR 4   | ITA 6  | KEN 3   | EST 5   | FIN 6   | BEL 5   | GRE 6  | NZL Ret | ESP 7  | JPN 3  |       | 5位  | 122      |
| 2023年 | トヨタ・ガズー・レーシングWRT    | トヨタ・GRヤリス ラリー1      | MON 6   | SWE Ret | MEX 23  | CRO 6   | POR 33 | ITA 40  | KEN 4   | EST 7   | FIN 3   | GRE 6  | CHL 5   | EUR 5  | JPN 5  |       | 7位  | 101      |
| 2024年 | トヨタ・ガズー・レーシングWRT    | トヨタ・GRヤリス ラリー1      | MON 7   | SWE 45  | KEN 2   | CRO 5   | POR 29 | ITA 35  | POL 8   | LAT 6   | FIN 41  | GRE 30 | CHL WD  | EUR 4  | JPN 4  |       | 6位  | 116      |
| 2025年 | トヨタ・ガズー・レーシングWRT    | トヨタ・GRヤリス ラリー1      | MON Ret | SWE 2   | SAF Ret | ESP 4   | POR 5  | ITA 5   | GRE 30  | EST     | FIN     | PAR    | CHI     | EUR    | JPN    | SAU   | 6位  | 63       |

*現シーズン時点

### WRC2
| 年   | チーム                     | マシン                        | 1   | 2       | 3   | 4     | 5     | 6      | 7       | 8       | 9       | 10    | 11     | 12     | 13  | 14    | 順位 | ポイント |
| ---- | -------------------------- | ----------------------------- | --- | ------- | --- | ----- | ----- | ------ | ------- | ------- | ------- | ----- | ------ | ------ | --- | ----- | ---- | -------- |
| 2016 | トミ・マキネン・レーシング | フォード・フィエスタ R5       | MON | SWE     | MEX | ARG   | POR   | ITA    | POL     | FIN 12  | GER     | CHN C | FRA    | ESP    | GBR | AUS   | NC   | 0        |
| 2017 | トミ・マキネン・レーシング | フォード・フィエスタ R5       | MON | SWE 9   | MEX | FRA   | ARG   | POR 14 | ITA 3   | POL     | FIN Ret | GER   | ESP 14 | GBR    | AUS |       | 21位 | 17       |
| 2018 | トミ・マキネン・レーシング | フォード・フィエスタ R5       | MON | SWE 1   | MEX | FRA 8 | ARG   | POR 13 | ITA Ret | FIN Ret | GER     | TUR   | GBR    | ESP 12 | AUS |       | 14位 | 29       |
| 2019 | トミ・マキネン・レーシング | フォード・フィエスタ R5       | MON | SWE Ret | MEX | FRA 4 | ARG 5 | CHL 1  | POR 13  | ITA Ret |         |       |        |        |     |       | 8位  | 47       |
| 2019 | トミ・マキネン・レーシング | フォード・フィエスタ R5 Mk.II |     |         |     |       |       |        |         |         | FIN Ret | GER   | TUR    | GBR    | ESP | AUS C | 8位  | 47       |

## メディア出演
- EXITのラリージャパン応援宣言（2021年4月4日 - 、テレビ朝日）